# 博格达峰
博格达峰是天山山脉东段的高峰，位于中国新疆昌吉州境内，海拔5,445米，位于东经88.3度，北纬43.8度，是天山山脉东段北支博格达山的主峰，也是是东段最高的山峰。“博格达”为蒙古语，“神山”、“神居之所”的意思。
博格达峰最早隆起于晚二叠纪，在中生代和早第三纪遭到侵蚀夷平，在喜马拉雅造山运动中再次逐渐隆升成为雄伟的山脉。

## 攀登历史与山难
由于博格达峰的斜坡角坡在70°至80°之间，因此攀登难度极高。
- 1981年才有一支11人的日本登山隊成功登顶，[2]但不幸其中一名女性队员白水满子在下撤中掉入冰裂缝而遇难，十多年后被冰川融水带出，目前博格达登山大本营立有白水满子小姐的墓碑。[3]
- 1998年8月4日，一支来自乌鲁木齐市的业余登山队成功登顶，是中国人第一次踏上该峰峰顶。 [4]同年8月15日，来自香港岳峰攀石会的林志伟、杨志浩、陈景全在攀登博格达峰时失踪。新疆登山协会展开了历时17天的救援，甚至请求新疆军区使用直升机帮助搜寻，但最终未找到三名登山者。[5]2008年7月23日，一名兰州冰川与冻土研究所科考人员在博格达地区海拔3980米处发现一具遗骸，经核验该遗骸属于1998年失踪的一名香港登山者。[6]
- 2003年8月3日，一名山友在穿越“黑沟-博格达-天湖”路线时滑坠遇难。[7]

## 图片

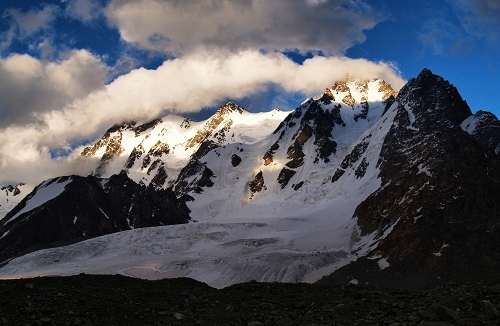
博格达峰上的旗云
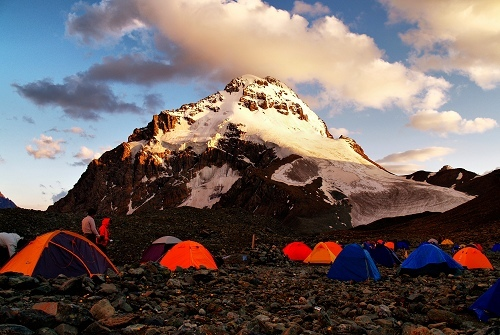
博格达峰登山大本营
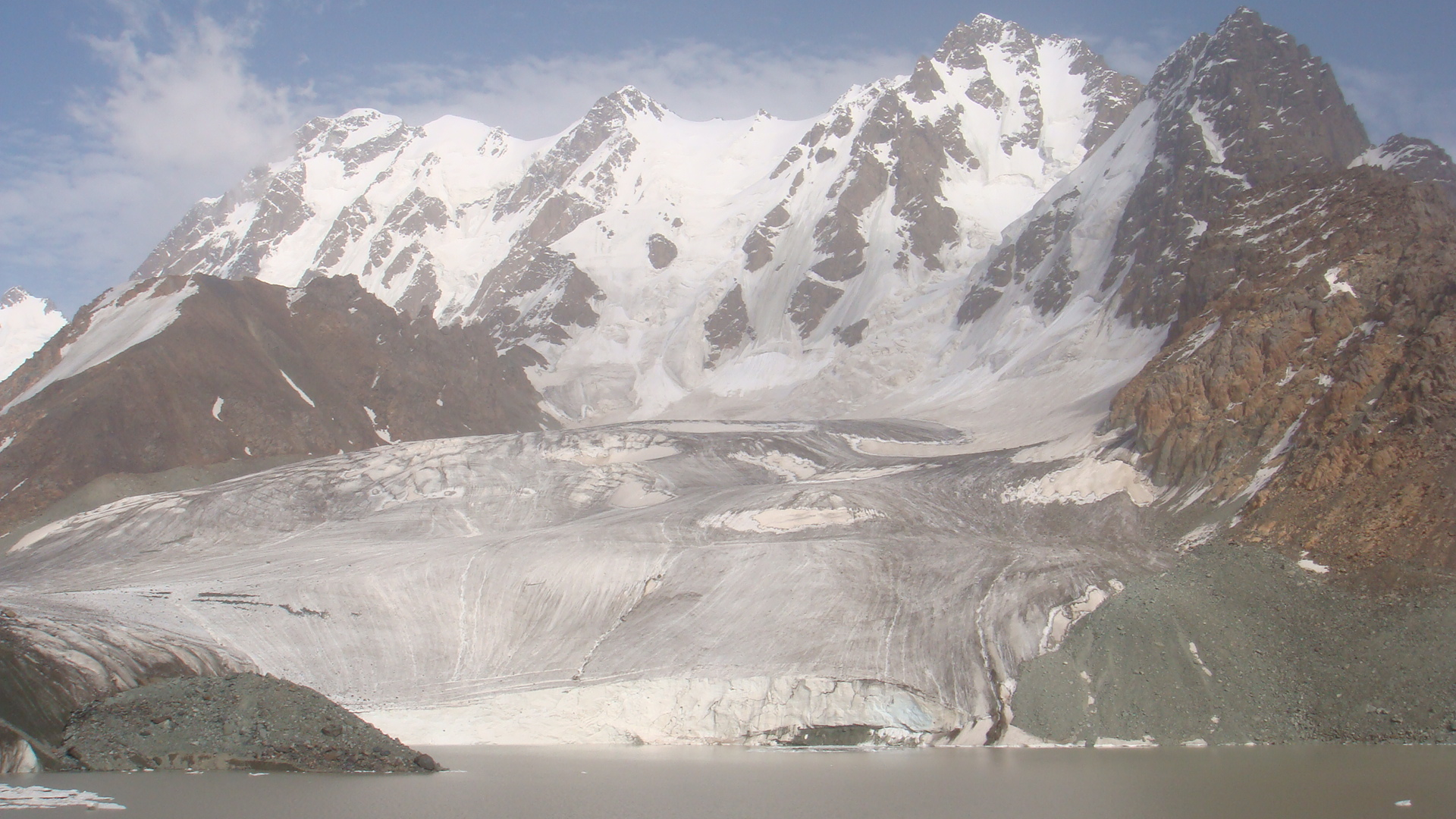
博格达峰
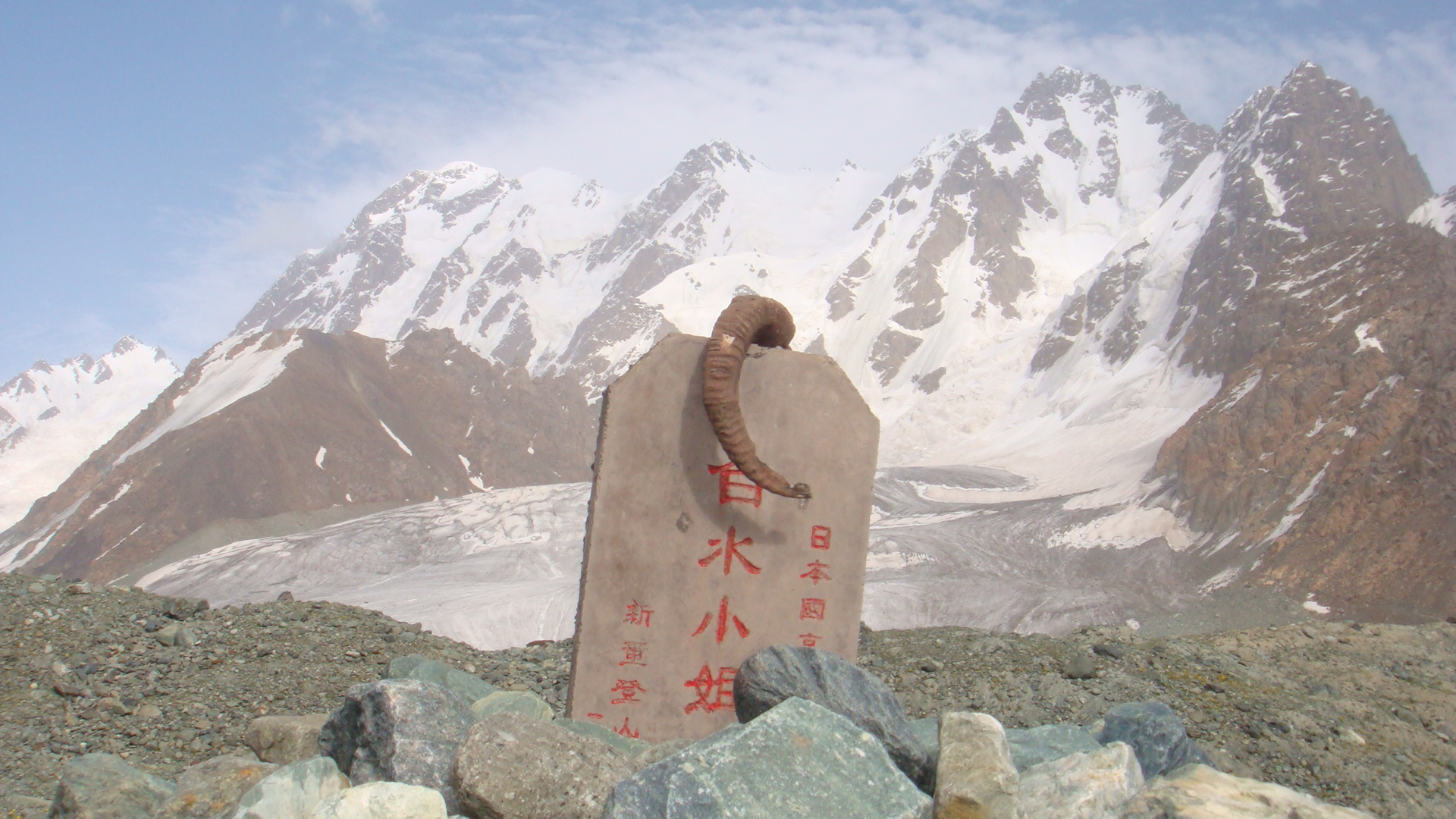
白水小姐之墓

## 外部連結
- 博格达峰 中国国家地理网 （页面存档备份，存于）
- Bogda Peak - Peakbagger.com （页面存档备份，存于）
- Mount Bogda - Summitpost.org（页面存档备份，存于）